# Rexam
Rexam PLC (по-русски произносится Рексам Пи Эл Си) (LSE: REX) — британская компания, один из крупнейших в мире производителей упаковки для потребительских товаров. Штаб-квартира — в Лондоне.
Основана в 1923 году.

## Собственники и руководство
Рыночная капитализация на Лондонской фондовой бирже на начало июля 2007 года — около $6,6 млрд.
Главный управляющий — Грэм Чипчейз (англ. Graham Chipchase).

## Деятельность
Rexam Plc входит в пятёрку крупнейших производителей тары и упаковки в мире.
Численность персонала — 22 тыс. человек. Выручка в 2008 году — $6,5 млрд (рост на 28 % по сравнению с $5,1 млрд в 2007), чистая прибыль — $467 млн (рост на 34 % по сравнению с $349 млн).

### Rexam в России
В России Rexam принадлежат заводы по производству алюминиевых банок в городе Наро-Фоминске Московской области (в 2005 году ООО «Рексам Беверидж Кэн Наро-Фоминск», дочерняя компания Rexam, выпустило более 1,1 млрд шт. алюминиевых банок для напитков ёмкостью 0,33 и 0,5 л), а также в Аргаяшском районе Челябинской области (завод был построен  Компанией РОСТАР и запущен в 2009 году уже REXAM).
В 2007 году компания договорилась с компанией En+, входящей в «Базовый элемент» Олега Дерипаски о покупке у неё Трех заводов «Ростар» по производству алюминиевых банок в Дмитрове (Московская область) и Всеволожске (Ленинградская область)  и  завод в Аргаяшском районе Челябинской области (построенный, Компанией РОСТАР, и запущенный уже REXAM) за $297 млн. В конце 2007 года сделка была одобрена Федеральной антимонопольной службой.
Завод в Ленинградской области не принадлежит REXAM c 2016 года.